# Allotheca annulipes
Allotheca annulipes är en stekelart som beskrevs av Cameron 1906. Allotheca annulipes ingår i släktet Allotheca och familjen brokparasitsteklar. Inga underarter finns listade i Catalogue of Life.